# Patrik Proško
Patrik Proško (* 18. září 1974 České Budějovice) je sochař, vizuální umělec a cestovatel. Ve své volné tvorbě se zabývá neinvazivním uměním ve veřejném prostoru, který se pro něj stává sochařským materiálem i malířským plátnem. Používá různé umělecké přístupy a jistý druh vizuální manipulace, aby vytvořil pro dané místo specifické dílo. Zviditelňuje umění v „surovém stavu“ a poukazuje tak i na to, že se může nacházet všude kolem nás. V jeho tvorbě jsou mimo jiné zastoupené i hyperrealistické sochy vědeckých rekonstrukcí zvířat a lidí, expresivní sochařské portréty, nebo také iluzivně anamorfní instalace a obrazy.

## Tvorba
- 1996–2000 – VŠUP, Praha, obor Sochařství, prof. Vratislav Karel Novák
- 1994–1995 – VŠUP, Praha, obor Keramika a porcelán, prof. Václav Šerák
- 1994 – VŠ Václava Hollara, Praha, obor Design
- 1989–1993 – SPŠK Bechyně, obor Výtvarné zpracování keramiky a porcelánu

Základním principem tvorby Patrika Proška je manipulace žité skutečnosti nejčastěji založené na jistém druhu optické iluze se schopností uměleckými prostředky proměnit běžný stereotypně vnímaný svět každodenních navyklostí v magický prostor plný změn a nečekaných událostí. Počátky tohoto uvažování jsou přítomné už v Proškově zaujetí hyperrealismem. Účinek takových sochařských instalací totiž vyvolává nejen precizní zpracování, ale i neočekávaná změna vzhledem k reálnému kontextu. Někdy je to simulace nepravděpodobného prostředí, jindy zase časového posunu. Také jeho site specific práce ve veřejném prostoru, na tuto zásadu navazují. Jsou založené na zásazích do „obvyklosti“, zviditelňují „paralelní“ realitu, vztahují se k běžnému životu a existenciálním pocitům, které z něj vyplývají. Zde se už ale Patrik Proško pokouší změnit způsob vnímání. Proškovým intervencím v krajině je vlastní pečlivý výběr lokací, ne/závislost na divákovi nebo dočasnost, ale jejich výraznou součástí je i hledání vlastních limitů, svého místa v životě a osobních kvalit s vědomím pomíjivosti, vnímané jako výchozí hodnoty lidského života i veškerého bytí. Jedním z klíčových motivů jsou tu hranice a jejich překračování v subjektivním i teritoriálním významu. Doposud vytvořil přes 70 uměleckých projektů na území 24 států, ve kterých se dál pohybuje na hraně reality. Od její mystifikační tematizace v hyperrealistickém projevu a iluzivně anamorfním zobrazování se posunul k práci s realitou samotnou, kdy se mu stává malířským plátnem nebo sochařskou hmotou. Do centra jeho zájmu se pak dostalo samo výtvarné umění jako hlavní téma i „metodika“ přístupu k životu. Projevuje se už třeba tím, že používá klasické, nicméně „osvobozené“ umělecké techniky. Ne náhodou také o některých svých zásazích v krajině mluví jako o krajinomalbě, nebo o jiných jako o soše ačkoliv byly vytvořeny malbou. Podobné je to i v případě dokumentace, když své dočasné realizace v krajině vytvářené biologicky odbouratelnými barvami a dalšími materiály záměrně fotí „jako obraz“. Jeho práce není ani bez kontextu se širším uměnovědným odkazem, ať jsou to němečtí romantici nebo evangelizátor art brut Jean Dubuffet.

## Projekty a výstavy

### Samostatné výstavy a projekty
- 2021–2022 – Hic Et Nunc, Muzeum Jindřichohradecka, Jindřichův Hradec
- 2019 – Prorost, Muzeum umění a designu Benešov
- 2019 – Intermundia, stálá expozice Illusion Art Museum Prague
- 2018 – Intermundia, Bangkok Art and Culture Centre, Thajsko
- 2018 – Na hraně reality, Illusion Art Museum Prague
- 2016 – Místo činu, Galerie UFFO, Trutnov
- 2000 – Můj svět a jiné, Galerie Na Půdě, České Budějovice
- 2000 – Transsexuality, instalace, veřejné toalety Pražského hradu, projekt Praha – Evropské město kultury 2000
- 1999 – Čajoprostor, Dobrá Čajovna, Praha

### Skupinové výstavy
- 2017 – Senden, Galerie Kotelna, Říčany u Prahy
- 2016 – Od utopie k realitě, Chodovská tvrz, Praha, výstava ke 40. výročí založení Jižního města
- 2015 – Socha a prostor, Galerie Pod Točnou, Kolín
- 2015 – Reprezentace rozkladu, Galerie ARTATAK, Praha
- 2014 – Reprezentace dobra, Trafo Gallery, Praha
- 2014 – Samorosti, Galerie NoD, Praha
- 2014 – Fenomén B!, Alšova jihočeská galerie v Bechyni, výstava ke 130. výročí SPŠK Bechyně
- 2013 – Reprezentace, Galerie Bernarda Bolzana, Pacov
- 1999 – Barock Reflection, Artschool, Ohio, USA
- 1999 – Meeting, Cafe U Mravence, Praha
- 1998 – Dveře č. 44, zámek Roztoky u Prahy
- 1998 – Kakofonie, audio-vizuální performance, Praha
- 1997 – Neberealizace, audio-vizuální performance, Praha
- 1995 – Presenční výstava VŠUP, Galerie Sýpka, Brno
- 1995 – Letos, galerie Vysoké školy uměleckoprůmyslové v Praze
- 1993 – Objekty, zámek Vlašim